# Основно образовање
Основно образовање и васпитање је делатност великог непосредног и друштвеног интереса и остварује се као јавна служба. Основно образовање и васпитање је обавезно.
Међународна стандардна класификација образовања сматра да је основно образовање једнофазно, где су програми типично осмишљени да обезбеде основне вештине читања, писања и математике и успостављају чврсту основу за учење. Ово је ISCED ниво 1: Основно образовање или прва фаза основног образовања.

## Основно образовање у Србији
Основно образовање у Србији траје осам година и одвија се у два циклуса. Први циклус обухвата први, други, трећи и четврти разред. За ученике првог циклуса организује се разредна настава. Изузетно, за ученике првог циклуса може да се организује предметна настава из страног језика, изборних и факултативних предмета, у складу са законом. Други циклус обухвата пети, шести, седми и осми разред. За ученике другог циклуса организује се предметна настава.

## Основно образовање у Републици Српској
Основно васпитање и образовање у Републици Српској траје девет година, обавезно је и бесплатно за сву децу узраста од шест до петнаест година. Основно васпитање и образовање се стиче остваривањем наставног плана и програма прописаног законом. Обавља се кроз рад основних школа, основних школа за децу са сметњама у развоју, основних музичких и балетских школа.

## Историја
У предаграрним културама, деца су учила пратећи свој инстинкт за игру. Није било потребе за принудним образовањем. У аграрним културама, пољопривреда, узгој, размена и грађевинске вештине могу се пренети са одраслих на децу или од мајстора до шегрта. Друштва се слажу око потребе да њихова деца уче и апсорбују своје културне традиције и веровања. Они то покушавају да ураде неформално у породици или тако што окупљају децу и ангажују наставника да се носи са задатком. Ово је добро функционисало за земљопоседнике, али деца беземљаша би се запошљавала од седме године као слуге. У једном извору са почетка 15. века, француски гроф је саветовао да племићки ловци „изаберу дечака слугу од седам или осам година“ и да „...овог дечака треба тући док му се не улије страх од неизвршавања наређења његових господара“. У документу су наведени послови које би дечак обављао свакодневно и да би дечак спавао у поткровљу изнад штенаре да би се побринуо за потребе паса.
Верске заједнице су постале носиоци образовања и дефинисале наставни план и програм. Приоритет је био да се научи да се рецитују одломци из њиховог светог текста. Да би њихово друштво напредовало, усмена традиција је морала бити замењена писаним текстовима; неки ученици су морали да запишу одломке. Ученици манастира су морали да читају оно што је написано на верском језику, а не само на народном. То је довело до формалног образовања у медресама и школама. Мартин Лутер је изјавио да спасење зависи од сопственог читања Светог писма сваке особе.

### Историја основног образовања у Европи
Током грчког и римског доба, дечаке су образовале њихове мајке до седме године, а затим би, према култури свог места и времена, кренули у формално образовање. У Спарти до дванаест, то би било на војној академији развијање физичке кондиције и борбених вештина, али и читања, писања и рачуна, док би у Атини нагласак био на разумевању закона полиса, читању, писању, аритметици и музици, са гимнастиком и атлетиком, и учење моралних прича о Хомеру. Девојке су сво образовање добијале код куће. У Риму се основна школа звала ludus; наставни план и програм се развијао вековима са учењем латинског и грчког језика. Године 94, Квинтилијан је објавио систематски образовни рад Institutio Oratoria. Он је направио разлику између подучавања и учења, и да дете од 7 до 14 година учи чулним искуством, учи да формира идеје, развија језик и памћење. Он је препоручио наставницима да мотивишу своје ученике тако што ће наставу учинити занимљивом, а не телесним казнама. Тривијум (граматика, реторика и логика) и квадривијум (аритметика, геометрија, астрономија и музика) били су наслеђе римског наставног плана и програма.

#### Ренесанса
Док је хуманизам имао велику промену у секундарном наставном плану и програму, примарни наставни план је остао непромењен. Веровало се да се проучавањем дела великана, древних људи који су управљали царствима, стиче способност да се успе у било којој области. Ренесансни дечаци су од пете године учили латинску граматику користећи исте књиге као и римско дете. Постојале су граматике Доната и Присцијана, затим Цезарови коментари, чему је следила латинска Вулгата Светог Јеронима.

#### Сиромаси и сиротиња
Иако су гимназије основане да дају основно образовање, оне су захтевале да њихови полазници поседују одређене вештине приликом уписа. Посебно су очекивали да ће моћи да читају и пишу на народном језику. Постојала је потреба за нечим основнијим.

## Развој детета у фази основног образовања
Жан Пијаже је био одговоран за успостављање оквира који описује интелектуални, морални и емоционални развој деце. Он је докторирао 1918. године и радио је постдокторско истраживање у Цириху и Паризу. Његове мисли су се развијале у четири фазе:
- социолошки модел развоја, где су деца са позиције егоцентризма прешла у социоцентризам. Он је приметио да постоји постепена прогресија од интуитивних ка научним, а затим и друштвено прихватљивим одговорима.
- биолошки модел интелектуалног развоја – ово би се могло посматрати као продужетак биолошког процеса адаптације врсте, који показује два текућа процеса: асимилацију и акомодацију.
- разраду логичког модела интелектуалног развоја, где је тврдио да се интелигенција развија у низу фаза повезаних са узрастом и да су прогресивне, јер се једна фаза мора остварити пре него што се догоди следећа. За сваку фазу развоја, дете формира поглед на стварност везан за узраст.
- проучавање фигуративне мисли - ово је укључивало памћење и перцепцију. Пијажеова теорија се заснива на биолошком сазревању и фазама; важан је појам приправности. Информације или концепте треба предавати када ученици достигну одговарајућу фазу когнитивног развоја, а не пре тога.[16]

Користећи овај оквир, може се испитати степен развоја детета. Његова теорија је укључивала четири фазе: сензомоторни период, преоперативни период, конкретни оперативни период и формални оперативни период.
Теорија Лава Виготског заснована је на социјалном учењу, где други са више знања (MKO) помажу детету да напредује у зони проксималног развоја (ZPD). У оквиру ZPD-а, постоје вештине које дете може да уради, али треба да му се покаже да би прешло од жудње до самосталног знања. Помоћ или инструкција постаје облик наставне скеле; овај термин и идеју развили су Џером Брунер, Дејвид Вуд и Гејл Рос. Они су у доменима: интелектуалних, физичких, вештина учења, језика и емоционалних стања.